# Кызыл-Куч
Кызыл-Куч (баш. Ҡыҙыл Көс) — деревня в Илишевском районе Республики Башкортостан Российской Федерации. Входит в состав Кадыровского сельсовета. 

## География

### Географическое положение
Расстояние до:
- районного центра (Верхнеяркеево): 20 км,
- центра сельсовета (Кадырово): 4 км,
- ближайшей ж/д станции (Буздяк): 127 км.

## Население
| 2002 | 2009 | 2010 |
| ---- | ---- | ---- |
| 17   | ↘5   | →5   |

Национальный состав
Согласно переписи 2002 года, преобладающая национальность — башкиры (100 %).